# 金昌善
金 昌善（キム・チャンソン、朝鮮語: 김창선、1944年 - ）は、朝鮮民主主義人民共和国の軍人、政治家。朝鮮民主主義人民共和国国務委員会部長、書記室長、朝鮮労働党中央委員会委員。朝鮮人民軍における軍事称号（階級）は中将。抗日パルチザンとして活躍した柳京洙の婿で、朝鮮革命博物館長などを歴任した黄順姫は義母。

## 経歴
1944年に日本統治下の咸鏡北道明川郡に生まれる。金日成総合大学卒業。1969年に人民武力部対外事業局指導員に就き、1970年にソ連大使館に武官として赴任する。1974年に帰国し、対外事業局上級指導員、副部長、部長を歴任した。1984年に朝鮮労働党中央委員会行政課長を経て、部長に昇進し1992年まで務めた。この間、安州市党書記に左遷されたが、後に国防副委員長となる張成沢の助けにより中央に復帰した。されに、張の妻で金正日の妹である金敬姫の仲介により、金日成主席と抗日パルチザン活動に参加した柳京洙の娘と結婚した。1993年に朝鮮労働党書記室副部長に就任し、金正日総書記の秘書を務めた。
金正日総書記が死去した2011年には朝鮮民主主義人民共和国国防委員会書記室長に就任し、金正恩第一書記の秘書となり、儀典も担当するようになった。2018年に朝鮮民主主義人民共和国国務委員会部長に任命され、4月20日に開催された第7期党中央委員会第3回総会で党中央委員に直接補選された。同年5月にシンガポールを訪問。ジョー・ヘイギン大統領次席補佐官と米朝首脳会談についての実務協議を行った。2019年2月17日にベトナム・ハノイで開催された米朝首脳会談では、事前にベトナムを訪問した。

## 参考サイト
북한정보포털